# Elisabeth van den Berg
Elisabeth van den Berg, mest känd som Lysken Becx, född i Helmond 1552, död i Helmond 1619, var en nederländsk värdshusvärd.   Hon var ägare av det berömda värdshuset 'De Wilde Man' i Helmond efter sin makes död 1598. 
Hon var dotter till Joost Jansz. van den Berg (död Helmond 1572), stadsskrivare, senare (från 1556) länsman, och Maria (även känd som Margriet). Elisabeth van den Berg gifte sig med Jan Becx (död 1598), gästgivare. Efter sin makes död tog hon över verksamheten för det berömda värdshuset 'De Wilde Man' i Helmond, där viktiga personer som magistraten i Helmond ofta träffades. År 1603 bodde garnisonens kaptener hos änkan Becx i gästgiveriet. Hon hörde att de planerade att attackera Eindhoven av missnöje med betalningen. I hast skrev hon en lapp till stadhållaren i Kempenland för att varna honom. Detta förhindrade attacken.